# Tlalnepantla de Baz
Tlalnepantla de Baz är en kommun i Mexiko. Den ligger i delstaten Mexiko, i den centrala delen av landet, cirka 10 kilometer nordväst om huvudstaden Mexico City. Huvudstaden i kommunen är Tlalnepantla. Kommunen hade 664 225 invånare vid folkräkningen 2010, varav drygt 650 000 bodde i kommunhuvudorten. Tlalnepantla de Baz ingår i Mexico Citys storstadsområde och kommunens area är 77,17 kvadratkilometer, vilket gör den till en av de mest tätbefolkade kommunerna i området.